# Danh sách phân loài trèo cây Á Âu
Trèo cây Á Âu (Sitta europaea) là một loài chim dạng sẻ nhỏ được tìm thấy trên khắp châu Á ôn đới và châu Âu. Loài trèo cây này có hơn 20 phân loài, nhưng con số chính xác phụ thuộc vào sự khác biệt nhỏ giữa các quần thể được đánh giá. Bài viết này tuân theo Cẩm nang về các loài chim còn tồn tại trên thế giới (Handbook of the Birds of the World Alive) năm 2013, vốn có nhiều phân loài được công nhận hơn so với tài liệu Các loài Bạc má, Trèo cây và Đuôi cứng (Tits, Nuthatches and Treecreepers) năm 1996. Với sự tương đồng giữa các phân loài theo địa lý của trèo cây Á Âu, ranh giới phân loài có phần không rõ ràng, mặc dù chưa đến một nửa số phân loài hiện nay được công nhận so với năm 1967.
Các đơn vị phân loại của trèo cây Á Âu có thể được chia thành ba nhóm chính: nhóm S. e. caesia ở châu Âu, Bắc Phi và Trung Đông, nhóm S. e. europaea ở Scandinavia, Nga, Nhật Bản và miền bắc Trung Quốc và nhóm S. e. sinensis ở miền nam và đông Trung Quốc và Đài Loan. Chúng có thể đã bị cô lập về mặt địa lý với nhau cho đến gần đây. Các cá thể chim có hình dạng trung gian xuất hiện khi các phạm vi của các nhóm chồng lên nhau. Các mô tả dưới đây là của con đực. Con cái thường hơi xỉn màu hơn, viền mắt có màu nâu và phần dưới nhạt màu hơn so với con đực, mặc dù cả hai giới lại rất giống nhau ở nhóm S. e. sinensis.

## NhómS. e. caesia
Nhóm S. e. caesia được tìm thấy ở phần lớn châu Âu, Bắc Phi và Trung Đông. Các phân loài của nhóm có ngực màu da bò và cổ họng màu trắng.
| Phân loài          | Người đặt tên           | Phạm vi phân bố | Miêu tả |
| ------------------ | ----------------------- | --- | --- |
| S. e. caesia       | Wolf, 1810              | Phần lớn Tây Âu: phía nam đến bắc Tây Ban Nha, dãy Anpơ, Hy Lạp và tây Thổ Nhĩ Kỳ, phía bắc đến Đan Mạch, và phía đông đến vùng phía tây của Ba Lan, Romania và Bulgaria. | Phần trên màu xanh xám, sọc mắt đen và họng trắng. Phần còn lại của phần dưới có màu da cam, chuyển dần sang màu đỏ gạch ở phía sau và hai bên sườn. Có các mảng màu trắng dưới đuôi. |
| S. e. hispaniensis | Witherby, 1913          | Trung và nam Tây Ban Nha, Bồ Đào Nha và bắc Maroc | Giống S. e. caesia, nhưng phần dưới có màu hồng nhạt |
| S. e. cisalpina    | Sachtleben, 1919        | Cực nam Thụy Sĩ, Ý (bao gồm cả Sicilia), nam Croatia và đông nam Montenegro                                                                                               | Giống S. e. caesia, nhưng phần dưới sáng hơn và màu cam đậm hơn, mỏ ngắn hơn và nhọn hơn                                                                                              |
| S. e. levantina    | Hartert, 1905           | Nam Thổ Nhĩ Kỳ | Giống S. e. hispaniensis, nhưng phần dưới hồng hơn và màu da bò nhạt hơn, hai bên sườn nhạt hơn, phần trên xám nhạt hơn một chút                                                      |
| S. e. persica      | Witherby, 1903          | Đông nam Thổ Nhĩ Kỳ, bắc Iraq và tây Iran | Phần trên nhỏ, xám nhạt hơn, lông mày (supercilium) và trán màu trắng, phần dưới màu kem, mỏ ngắn và thon                                                                             |
| S. e. caucasica    | Reichenow, 1901         | Đông bắc Thổ Nhĩ Kỳ, tây nam Nga, Georgia, Armenia và Azerbaijan | Phần trên nhỏ, màu xám đen, trán thường có màu trắng, phần dưới màu da cam sáng |
| S. e. rubiginosa   | Tschusi & Zarudny, 1905 | Ngoại Kavkaz và bắc Iran | Giống S. e. caucasica, nhưng phần trên sẫm màu hơn, phần dưới nhạt màu hơn, trán thường không có màu trắng                                                                            |

## NhómS. e. europaea
Nhóm S. e. europaea được tìm thấy từ Scandinavia và Nga đến Nhật Bản và miền bắc Trung Quốc. Phân loài thuộc nhóm này có ngực trắng.
| Phân loài           | Người đặt tên       | Phạm vi phân bố | Miêu tả |
| ------------------- | ------------------- | --- | --- |
| S. e. europaea      | Linnaeus, 1758      | Nam Scandinavia, các đảo ở biển Baltic, tây nước Nga, đông Ba Lan, Romania và Bulgaria, tây bắc Thổ Nhĩ Kỳ và Ukraine | Phân loài đại diện. Thân trên màu xanh xám, sọc mắt đen. Họng và phần dưới có màu trắng nhạt hoặc màu kem, hai bên sườn và phần sau màu đỏ gỉ sắt         |
| S. e. asiatica      | Gould, 1837         | Từ miền trung nước Nga ở phía tây đến hồ Baikal, bắc Kazakhstan và tây Mông Cổ                                        | Giống phân loài đại diện, nhưng nhỏ hơn. Mỏ ngắn hơn và nhọn hơn, trán và lông mày trắng                                                                  |
| S. e. arctica       | Buturlin, 1907      | Đông bắc Siberia | Lớn, với sọc đen ở mắt hẹp hơn và ngắn nhất trong các phân loài, trán và lông mày ít trắng hơn. Ngực và giữa phần dưới màu trắng, hai bên sườn màu hạt dẻ |
| S. e. baicalensis   | Taczanowski, 1882   | Vùng quanh hồ Baikal ở Siberia, trung Mông Cổ và đông bắc Trung Quốc                                                  | Lớn hơn S. e. asiatica, mỏ dài hơn, phần trên sẫm màu hơn, trán và lông mày ít trắng hơn                                                                  |
| S. e. sakhalinensis | Buturlin, 1916      | Đảo Sakhalin | Nhỏ hơn nhiều so với S. e. baicalensis với phần trên hơi nhạt hơn, trán trắng và mỏ ngắn                                                                  |
| S. e. clara         | Stejneger, 1887     | Nam quần đảo Kuril và Hokkaidō (Nhật Bản)                                                                             | Lớn hơn S. e. asiatica, phần trên tương đối nhạt, trán và lông mày trắng rõ ràng hơn                                                                      |
| S. e. takatsukasai  | Momiyama, 1931      | Trung quần đảo Kuril                                                                                                  | Có mỏ lớn nhất trong tất cả các phân loài. Bụng trắng tinh, thân trên xám hơn và cũng nhạt tương tự nhưng không quá xanh, trán và lông mày trắng sáng     |
| S. e. albifrons     | Taczanowski, 1882   | Đông bắc Nga và bắc quần đảo Kuril                                                                                    | Lớn, mỏ nặng, phần trên sẫm màu, bụng có màu da bò |
| S. e. amurensis     | R. Swinhoe, 1871    | Priamurye, Primorsky (Nga), đông bắc Trung Quốc và Triều Tiên                                                         | Lớn, mỏ rất lớn, phần trên sẫm màu hơn S. e. baicalensis, một ít màu trắng (nếu có) trên nền trắng của trán hoặc lông mày                                 |
| S. e. hondoensis    | Buturlin, 1916      | Honshu, Shikoku và bắc Kyushu (Nhật Bản)                                                                              | Giống S. e. amurensis, nhưng phần trên hơi nhạt và xanh hơn, trán và lông mày trắng nổi bật, mỏ hơi nhỏ hơn                                               |
| S. e. roseillia     | Bonaparte, 1850     | Nam Kyushu | Giống S. e. amurensis, nhưng phần trên sẫm màu hơn, phần dưới ngực và bụng có nhiều lông xù hơn                                                           |
| S. e. bedfordi      | Ogilvie-Grant, 1909 | Đảo Jeju, Hàn Quốc | Giống S. e. roseillia, nhưng cổ họng và ngực trắng hơn, bụng sẫm màu hơn                                                                                  |
| S. e. seorsa        | Portenko, 1955      | Tây bắc Trung Quốc | Giống S. e. asiatica nhưng lớn hơn một chút, màu trắng của trán và lông mày nổi bật hơn và bụng có màu vàng nhạt                                          |

## NhómS. e. sinensis
Các phân loài trong nhóm S. e. sinensis được tìm thấy ở nam và đông Trung Quốc, cũng như ở Đài Loan. Chúng có ngực và cổ họng màu da bò.
| Phân loài       | Người đặt tên  | Phạm vi phân bố        | Miêu tả                                                                           |
| --------------- | -------------- | ---------------------- | --------------------------------------------------------------------------------- |
| S. e. sinensis  | Verreaux, 1870 | Nam và đông Trung Quốc | Họng và bụng màu xanh nhạt, sáng hơn ở hai bên, phía sau hai bên sườn màu đỏ gạch |
| S. e. formosana | Buturlin, 1911 | Đài Loan               | Giống S. e. sinensis, nhưng nhỏ hơn, mỏ dài hơn, phần trên nhạt hơn và trán trắng |